# Castianeira pulcherrima
Castianeira pulcherrima là một loài nhện trong họ Corinnidae.
Loài này thuộc chi Castianeira. Castianeira pulcherrima được Octavius Pickard-Cambridge miêu tả năm 1874.